# Ladislav Fialka

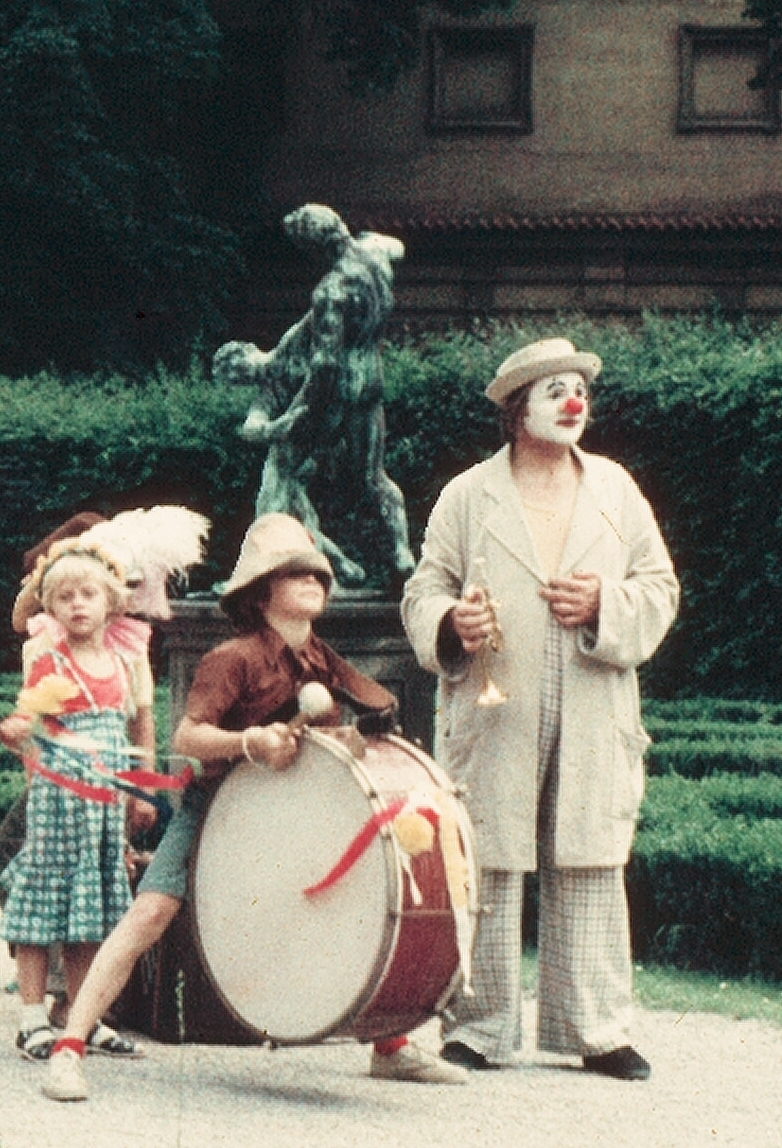
Ladislav Fialka um das Jahr 1983

Ladislav Fialka (* 22. September 1931 in Prag; † 22. Februar 1991 ebenda) war ein tschechoslowakischer Pantomime, Schauspieler, Choreograf, Theaterleiter und Professor.

## Leben
Fialka war ausgebildeter Ballett-Tänzer. Schon während seines Studiums (1952 bis 1956) am Prager Staatskonservatorium gründete er 1953 eine erste Pantomimengruppe. Am 1. August 1956 erlebte die tschechische Öffentlichkeit in Prag zum ersten Mal eine Pantomimevorstellung: Die ersten Absolventen der Tanzabteilung des Konservatoriums führten ihre Abschlussarbeit Abend der drei Pantomimen auf.
Die moderne tschechische Pantomime besteht seit dem Jahre 1959, als Ladislav Fialka mit einer Pantomimegruppe an das Prager Theater Divadlo Na zábradlí zog (die Vorstellung hieß Pantomima Na zábradlí – Pantomime am Geländer), das damit zu einem der Zentren der tschechischen Pantomime wurde, wobei Pantomime und Theater nebeneinander koexistierten. Seitdem gab er dort ständig Programme, außerdem arbeitete Fialka für Film und Fernsehen, erstellte Choreografien für das Schauspielertheater und unternahm Gastspielreisen in viele Länder aller Erdteile. 1969 gründete er das erste internationale Pantomimentreffen in Prag (das vierte in der Gesamtanzahl nach Berlin, Zürich und dem Essener von Soubeyran), an dem u. a. Marcel Marceau, Dimitri, René Quellet und Samy Molcho teilnahmen.
Fialka starb unerwartet an Herzversagen.

## Leistungen
Fialka gilt als ebenso weiterführend für die moderne Pantomime wie etwa Marcel Marceau, wobei beide aus dem reichen Fundus der klassischen Pantomime schöpften. Während Marceau aber die Solopantomime bevorzugte, arbeiteten Fialka wie auch Tomaszewski mit größeren Ensembles und integrierten Elemente des Tanzes. Er gab mit seinem Werk einem in der damaligen Tschechoslowakei vernachlässigten Theatergenre seinen Ruhm zurück. Fialka war fast immer Ausrichter und Mitspieler zugleich, wobei er als weißgeschminkter Pierrot auftrat. Er gab zahlreiche Auslandsgastspiele.

## Preise und Auszeichnungen
- Träger des Staatspreises
- Professor an der Prager Akademie der Künste

## Aufführungen
- 1960: Neun Hüte zu Prag
- 1960: Etüden
- 1962: Der Weg
- 1965: Narren
- 1968: Der Knopf
- 1971: Caprichos (nach Goya)

## Choreografien für das Theater
- 1959: William Shakespeare: Hamlet (Regie: Radovan Lukavský) für das Nationaltheater (Národní divadlo)
- 1964: Alfred Jarry: Král Ubu (König Ubu) (Regie: Jan Grossman) für das Theater am Geländer

## Filmografie (Auswahl)
- 1958: Sen noci svatojanské (Regie: Jiří Trnka; Choreografie)
- 1960: Junge Rampen
- 1960: Die Schiffbrüchigen
- 1960: Der Dichter
- 1961: Kolik slov stačí lásce (Regie: Jiří Sequens; Schauspieler)
- 1963: Malé hry und Koncert (Regie: Vladimír Sís; Schauspieler)
- 1963: Az prijde kocour (Wenn der Kater kommt u. a.) (Regie: Vojtěch Jasný; Schauspieler)
- 1964: Hinter den Sternen
- 1964: Muzeum zázraků (Museum der Wunderwerke) (Regie: Vladimír Sís, Rudolf Jaroš; Schauspieler)
- 1968: Etüden
- 1973: Traumstadt (Regie: Johannes Schaaf; Choreografie)[1]
- 1979: Koncert na konci léta (Regie: František Vláčil; Autor)
- 1980: Koncert (Regie: Jan Schmidt; Autor)
- 1983: Putování Jana Amose (Die Wanderungen des Jan Amos/Mein ganzes Leben war Wandern) (Regie: Otakar Vávra; Choreograf und Schauspieler)
- 1984: Komediant (Regie: Otakar Vávra)
- 1986: Ein langer, stiller Weg (mit Samy Molcho, Marcel Marceau und Jean-Louis Barrault; Schauspieler)